# Cercado (Cochabamba)
Cercado é uma província da Bolívia localizada no departamento de Cochabamba, sua capital é a cidade de Cochabamba.